# آکو روشی (مجموعه تلویزیونی تایگا)
آکو روشی (به ژاپنی: 赤穂浪士 Akō Rōshi) نام یک مجموعه تلویزیونی تاریخی و دومین سری از فیلم‌های مجموعه تلویزیونی تایگا است. این مجموعه توسط ان‌اچ‌کی در سال ۱۹۶۴ میلادی پخش شده‌است. داستان این مجموعه در مورد چهل و هفت رونین در دوره ادو است.